# Psallus varians
Psallus varians is een wants uit de familie van de blindwantsen (Miridae). De soort werd het eerst wetenschappelijk beschreven door Herrich-Schäffer in 1841.

## Uiterlijk
De langwerpig ovale wants kan 4 tot 4,5 mm lang worden en is altijd langvleugelig. Het lichaam is lichtgeel of grijsgeel van kleur, de mannetjes zijn soms grijsbruin. Het donzige uiterlijk heeft de wants te danken aan de goudkleurige liggende haartjes op het lichaam. De antennes zijn geel; de laatste twee segmenten zijn donkerder. De uiteinden van het verharde deel van de voorvleugels (cuneus) is rood met een witte basis en punt. Het doorzichtige deel van de vleugels is grijzig met witte aders. De pootjes zijn geel, de dijen oranjegeel met kleine vlekjes en net als de andere Psallus-soorten hebben de schenen kenmerkende zwarte stippen en stekels. Veel soorten uit dit geslacht zijn moeilijk tot onmogelijk uit elkaar te houden. Soms kan de boom waarop ze zitten en het leefgebied helpen bij de determinatie.

## Leefwijze
Psallus varians leeft het liefst op eiken (Quercus), maar komt ook voor op wilgen (Salix), berken (Betula), lijsterbes (Sorbus), hazelaars (Corylus), elzen (Alnus), essen (Fraxinus) en vooral beuken (Fagus). De beestjes zijn af en toe ook te vinden op naaldbomen, die echter niet tot het waardplantspectrum van de soort behoren. Imagines zijn te vinden van eind mei tot half juli, later zijn er nog maar een paar vrouwtjes te vinden.
Psallus varians voedt zich meestal met boompollen of bladluizen.

## Leefgebied
De soort komt voor in parken en tuinen, langs bosranden en houtwallen waar eiken staan. In Nederland is de soort zeer algemeen en het verspreidingsgebied strekt zich verder uit van Europa tot aan het Midden-Oosten en de Kaukasus.